# Burtscheid
Pour le village de Rhénanie-Palatinat, voir Burtscheid (Hunsrück).
Burtscheid (latin Porcetum, français Borcette) est une ville de l'ouest de l'Allemagne faisant partie d'Aix-la-Chapelle. Elle est habitée depuis une période très ancienne, d'abord par les Celtes, puis par les Romains, attirés par la présence de sources chaudes (toponyme « borvo »).
En 997, l'empereur germanique Othon III y a fondé l'abbaye de Burtscheid, dont Grégoire de Burtscheid (en) a été le premier abbé. L'abbaye a été terminée en 1016-1018. En 1138, elle a obtenu l'immédiateté impériale, qui en faisait un sujet direct du Saint-Empire romain germanique. Elle a été sécularisée en 1802, au moment de l'occupation française.
À partir de 1816, Burtscheid a été la capitale administrative du district d'Aix-la-Chapelle. En 1897, elle a été intégrée à Aix-la-Chapelle. Elle fait partie du secteur (Stadtbezirk) d'Aachen-Mitte (en).
Burtscheid est aujourd'hui une station thermale.

## Personnalités
Sont nés à Burtscheid (par date) :
- Matthias Goswin Pelzer (de) (1754–1814), syndic d'Aix-la-Chapelle puis président du Canton d'Aix-la-Chapelle durant l'occupation française ;
- Pierre Klausener (de) (1782–1850), moine trappiste, abbé de Notre-Dame d'Oelenberg ;
- Philipp Heinrich Pastor (de) (1787–1844), industriel du textile, président de la Chambre de commerce et d'industrie d'Aix-la-Chapelle (de) ;
- Konrad Gustav Pastor (de) (1796–1890), industriel, réorganisateur de Cockerill-Sambre ;
- Barto von Löwenigh (de) (1799–1853), homme politique, bourgmestre de Burtscheid et explorateur polaire ;
- Gottfried Pastor (de) (1809–1899), industriel de la laine ;
- Friedrich Wilhelm Hackländer (1816–1877), écrivain ;
- Joseph Hubert Reinkens (1821–1896), fondateur de l'Église vieille-catholique allemande ;
- Franz Bock (historien d'art) (1823–1899), canoniste et historien d'art ;
- Oskar Erckens (de) (1824–1901), industriel du textile à Burtscheid et Grevenbroich ;

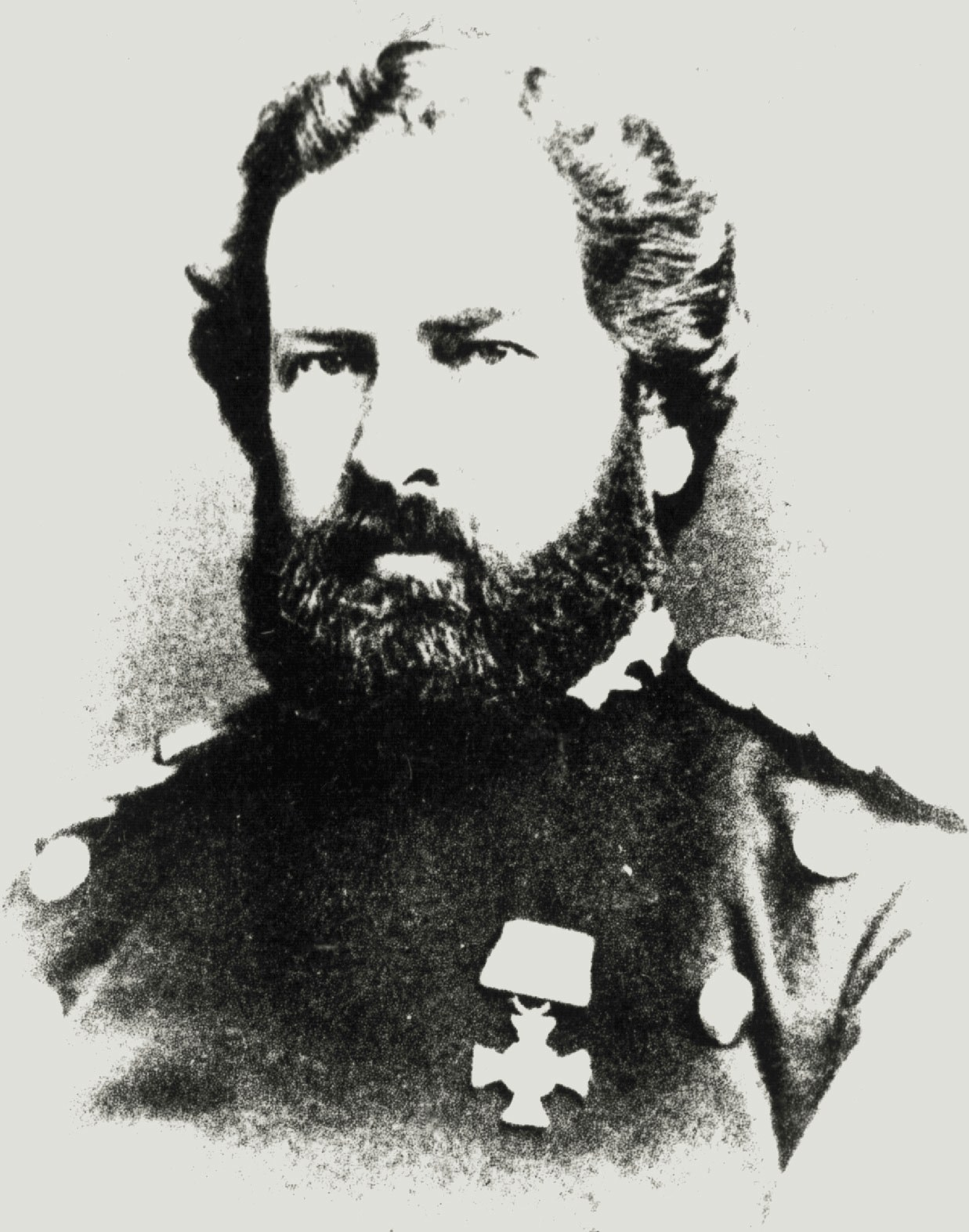
(photo de date inconnue).

- Rudolf Arthur Pastor (de) (1828–1892), industriel du textile ;
- Peter Bücken (1830–1914), peintre paysagiste ;
- Aloys Dauzenberg (de) (1831–1907), prêtre catholique ;
- Emil Lochner (de) (1832–1900), fabricant de tissu à Aix-la-Chapelle ;
- Friedrich von Halfern (de) (1849–1908), fabricant de tissu à Burtscheid, chef des pompiers et dendrologiste, créateur du Parc Von Halfern (de) à Aix-la-Chapelle ;
- Alfons Klausener (de) (1853–1921), bourgmestre de Burtscheid et membre de la Chambre des représentants de Prusse ;
- Karl von Pastor (de) (1857–1919), Landrat de l'arrondissement d'Aix-la-Chapelle ;
- Rudolf Püngeler (de) (1857–1927), magistrat et lépidoptérologue ;
- Willy Pastor (de) (1867–1933), critique d'art et écrivain du mouvement völkisch ;
- Carl von Halfern (1873–1937), fonctionnaire et homme politique du Parti populaire allemand ;
- Hugo Cadenbach (de) (1874–1943), magistrat et entrepreneur ;
- Johann Maria Heimann (de) (1878–1931), industriel ;
- Karl Wiener (de) (1879–1928), architecte ;
- Carl Arthur Pastor (de) (1885–1960), banquier et assureur ;
- Heinrich Linzen (de) (1886–1942), peintre paysagiste et animalier ;
- Ewald Mataré (1887–1965), peintre et sculpteur ;
- Jacques Königstein (de) (1897–1971), fondateur de l'Orden wider den tierischen Ernst (de) (litt. la « Médaille contre le sérieux mortel ») du carnaval d'Aix-la-Chapelle ;

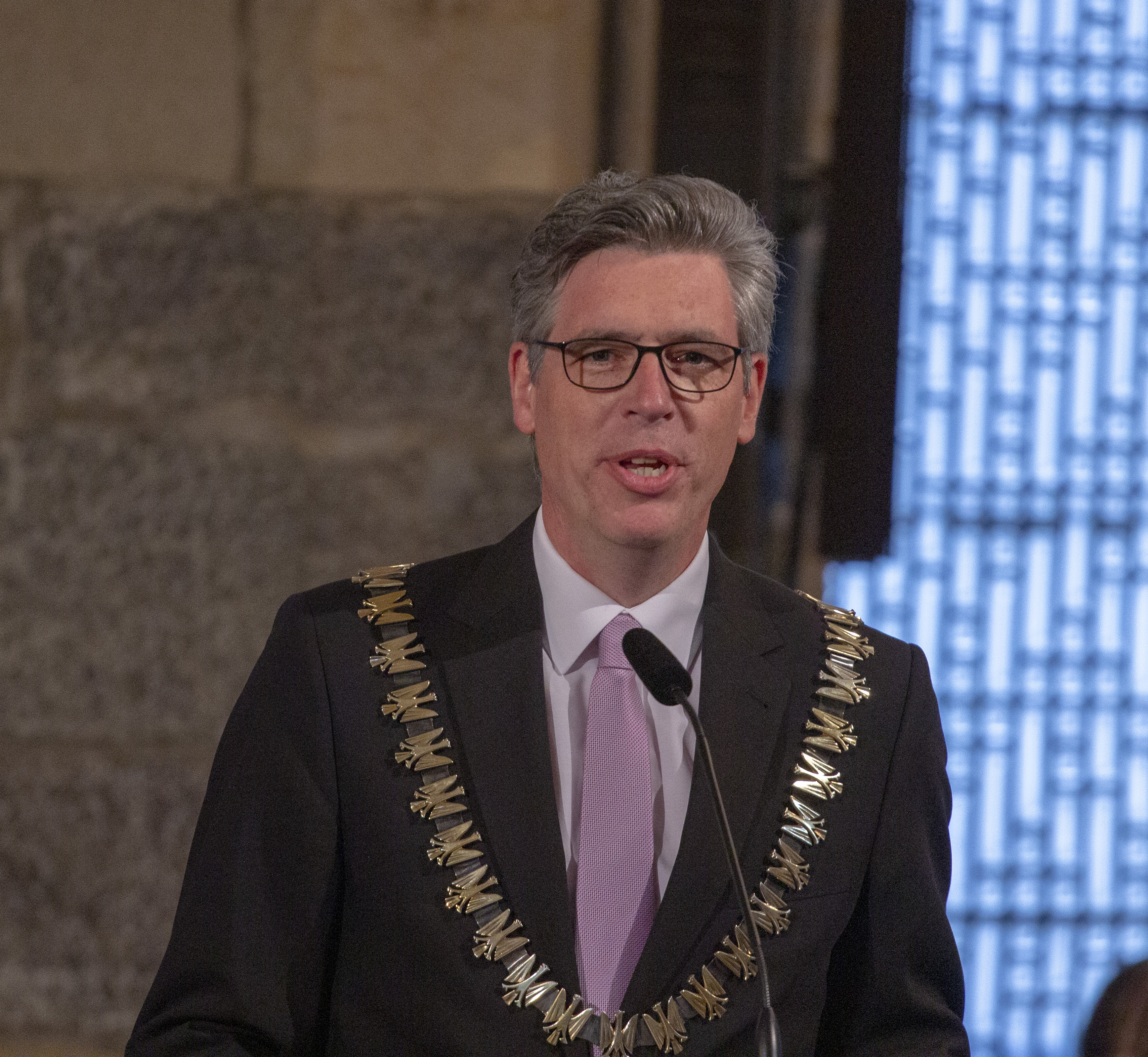
en 2019.

- Hermann Jansen (de) (1904 — † à Cologne), vicaire général de l'archevêché de Cologne ;
- Dieter Philipp (de) (né en 1943), fonctionnaire fédéral, ancien président de la Zentralverband des Deutschen Handwerks (de) (Association centrale allemande du commerce) ;
- Armin Laschet (né en 1961), homme politique (CDU), membre du parlement de Rhénanie-du-Nord-Westphalie ;
- Marcel Philipp (de) (né en 1971), homme politique (CDU), bourgmestre d'Aix-la-Chapelle depuis 2009.